# Хельгессон, Йоши
Йоши Хельгессон (швед. Joshi Helgesson; род. 7 июня 1993, Тибру, Скараборг) — бывшая шведская фигуристка, выступающая в одиночном разряде. Трёхкратная чемпионка Швеции в 2013 и 2016 — 2017 годах. Полное имя фигуристки — Юсефина, но она обычно пользуется семейным прозвищем «Йоши» в честь героя компьютерной игры.
По состоянию на 24 марта 2018 года занимает 58-е место в рейтинге Международного союза конькобежцев (ИСУ).

## Карьера

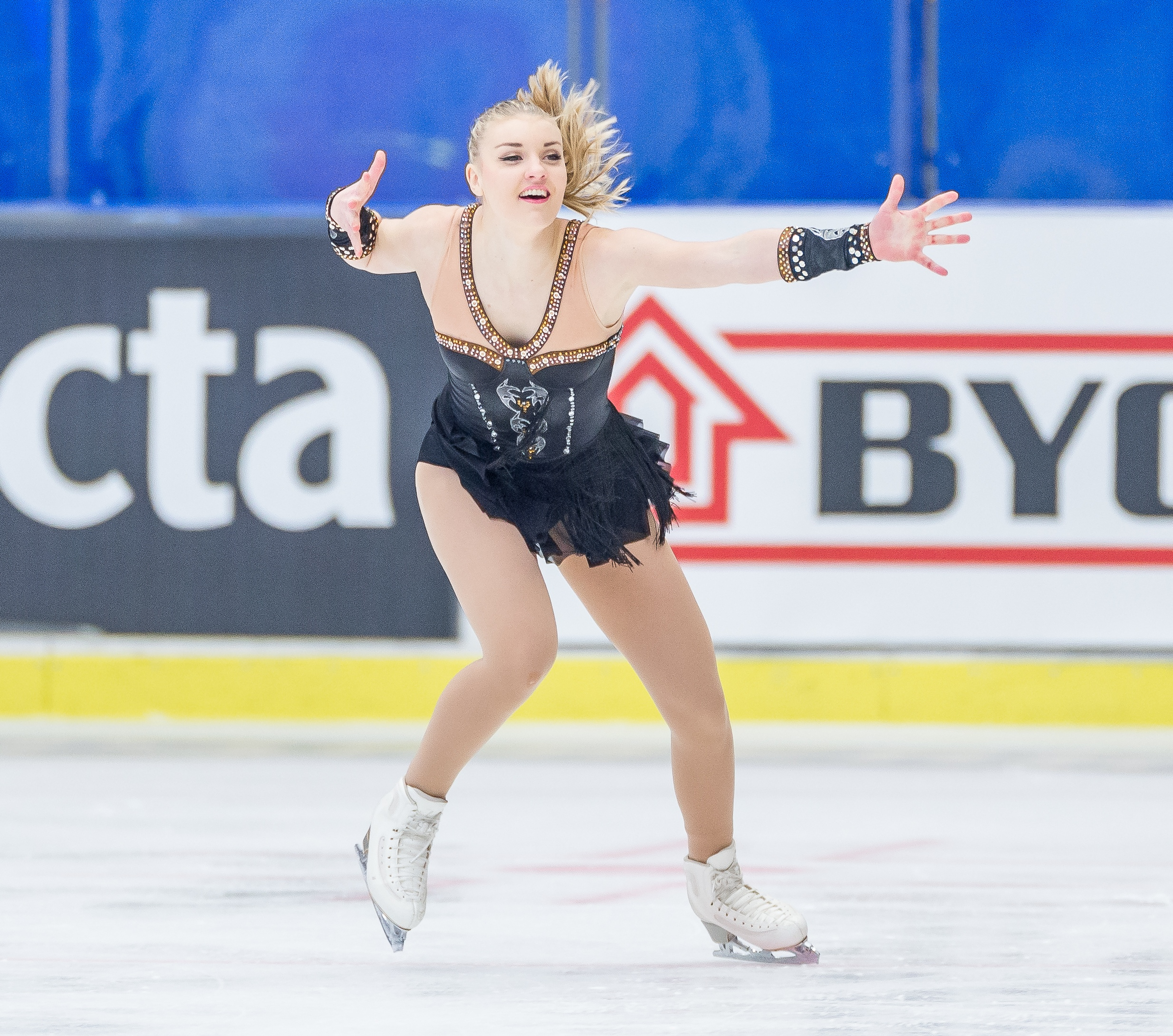
Йоши Хельгессон на шведском чемпионате 2013 года

Очень долгое время фигуристка тренировалась у своей матери Кристины Хельгессон (в девичестве Свенссон), в прошлом также чемпионки Швеции, участницы чемпионатов Европы. Старшая сестра Йоши Виктория Хельгессон — бывшая фигуристка, многократная чемпионка Швеции.
Йоши Хельгессон довольно неплохо зарекомендовала себя ещё на юниорском уровне, так на чемпионате мира среди юниоров 2009 она остановилась в шаге от пьедестала, заняв 4-е место. Чемпионка Швеции 2013 и чемпионка Швеции среди юниоров с 2007 по 2009. В 2009-м году участвовала в турнире Nebelhorn Trophy 2009, который являлся квалификационным на Зимние Олимпийские игры, но завоевать олимпийскую лицензию для Швеции не смогла. Наибольшего успеха на крупных международных соревнованиях достигла на чемпионате Европы 2015 в родной Швеции, где она заняла 4-е место, пропустив вперед лишь российских фигуристок.
В сентябре 2015 года в первом старте на Кубке Ломбардии Йоши уверенно заняла второе место. Через неделю она выступала в Словакии. Ещё через неделю Йоши выступила в Финляндии на Finlandia Trophy. Там она заняла третье место. В конце октября спортсменка выступала на этапе серии Гран-при Skate Canada; где она заняла девятое место. Также она девятой была и на этапе в Москве. В конце года уверенно во второй раз выиграла чемпионат Швеции. На европейском первенстве в Братиславе она выступила значительно хуже чем в прошлом году, но сумела удержаться в десятке. Однако полный провал произошёл в Бостоне на мировом чемпионате, шведская фигуристка не сумела отобраться в финальную часть чемпионата.
Летом 2016 года фигуристка приняла решение уйти от мамы и перебраться в Канаду для тренировок у Брайена Орсера. Новый предолимпийский сезон шведская фигуристка начала в Монреале на турнире Autumn Classic International. В октябре она выступала в соседней Финляндии на турнире Finlandia Trophy, выступление также было не совсем удачным. В конце октября шведская фигуристка выступала на этапе Гран-при в Миссиссоге, где на Кубке федерации Канады заняла предпоследнее место. В середине ноября Йоши выступила на втором этапе Гран-при в Пекине, где она на Кубке Китая заняла последнее место. В середине декабря в Мальмё на национальном чемпионате она в третий раз выиграл чемпионат Швеции. В конце января шведская одиночница выступала на европейском чемпионате в Остраве, где она выступила совсем не удачно и финишировала в середине второй десятке. В конце марта на мировом чемпионате в Хельсинки она выступила совсем неудачно и не сумела пройти в финальную часть.
В сентябре шведская одиночница начала олимпийский сезон в Бергамо, где на Кубке Ломбардии она выступила не совсем удачно. В начале октября фигуристка выступала в Эспоо, на Трофее Финляндии, где снялась с соревнованиях. Через месяц она приняла решение завершить спортивную карьеру.

## Спортивные достижения

### Результаты после 2010 года
| Соревнование                  | 2010—2011 | 2011—2012 | 2012—2013 | 2013—2014 | 2014—2015 | 2015—2016 | 2016—2017 | 2017—2018 |
| ----------------------------- | --------- | --------- | --------- | --------- | --------- | --------- | --------- | --------- |
| Чемпионаты мира               | 15        |           |           | 14        | 14        | 30        | 26        |           |
| Чемпионаты Европы             |           | 10        | 8         | 9         | 4         | 9         | 14        |           |
| Чемпионаты мира среди юниоров |           | 9         |           |           |           |           |           |           |
| Чемпионаты Швеции             | 2         | 2         | 1         | 2         | 2         | 1         | 1         |           |
| Cup of Russia                 |           |           |           |           | WD        | 9         |           |           |
| Skate America                 | 4         | 10        |           |           |           |           |           |           |
| Cup of China                  | 7         |           | 7         |           |           |           | 12        |           |
| Trophée Eric Bompard          | 7         |           | 9         |           |           |           |           |           |
| Skate Canada                  |           |           |           |           |           | 9         | 10        |           |
| Nebelhorn Trophy              | 4         | 9         |           |           |           |           |           |           |
| Coupe de Nice                 | 10        |           |           |           |           |           |           |           |
| NRW Trophy                    |           | 5         |           |           |           |           |           |           |
| Мемориал Ондрея Непелы        |           |           |           |           | 2         | 7         |           |           |
| Finlandia Trophy              |           |           |           |           |           | 3         | 9         | WD        |
| Кубок Ломбардии               |           |           |           |           | 6         | 2         |           | 14        |
| Турнир в Монреале             |           |           |           |           |           |           | 7         |           |
| Кубок Мерано                  |           | 3         |           |           |           |           |           |           |
| Кубок Денковой-Ставиского     |           |           |           | 2         |           |           |           |           |
| Турнир в Гааге                |           |           |           |           |           |           | 4         |           |
| Чемпионат северных стран      |           |           |           |           |           |           | 4         |           |

### Результаты до 2010 года
| Соревнование                                 | 2004—2005 | 2005—2006 | 2006—2007 | 2007—2008 | 2008—2009 | 2009—2010 |
| -------------------------------------------- | --------- | --------- | --------- | --------- | --------- | --------- |
| Чемпионаты мира среди юниоров                |           |           |           | 7         | 4         | 9         |
| Чемпионаты Швеции                            |           |           | 1 J.      | 1 J.      | 1 J.      | 2         |
| Чемпионат Скандинавии                        |           | 3 N.      | 4 J.      | 1 J.      | 1 J.      | 3         |
| Skate America                                |           |           |           |           |           | 9         |
| Skate Canada International                   |           |           |           |           |           | 11        |
| Coupe de Nice                                |           |           | 3 J.      |           |           |           |
| Finlandia Trophy                             |           |           |           |           |           | 14        |
| Золотой конёк Загреба                        |           |           |           |           | 2         |           |
| International Challenge Cup                  |           |           |           | 4 J.      | 2         |           |
| Nebelhorn Trophy                             |           |           |           |           |           | 18        |
| Triglav Trophy                               |           |           |           |           |           | 2         |
| Этап юниорского Гран-при 2008—2009, ЮАР      |           |           |           |           | 9         |           |
| Этап юниорского Гран-при 2008—2009, Италия   |           |           |           |           | 7         |           |
| Этап юниорского Гран-при 2007—2008, Эстония  |           |           |           | 7         |           |           |
| Этап юниорского Гран-при 2007—2008, США      |           |           |           | 6         |           |           |
| Этап юниорского Гран-при 2006—2007, Венгрия  |           |           | 9         |           |           |           |
| Европейский Молодёжный Олимпийский Фестиваль |           |           |           |           | 2 J.      |           |
| Copenhagen Trophy                            | 2 N.      |           |           |           |           |           |
| Triglav Trophy                               | 4 N.      |           |           |           |           |           |

- WD — Фигуристка снялась с соревнований.
- N = детский уровень, J = юниорский уровень.